# Pfanner
Společnost Pfanner, plným názvem Hermann Pfanner Getränke GmbH, je mezinárodní rakouský výrobce nápojů. V roce 2010 Pfanner vyprodukoval přes 420 milionů litrů, přičemž více než 80% z celkového objemu produkce bylo exportováno do více než 80 zemí světa. Sídlo společnosti se nachází ve městě Lauterach ve Vorarlbersku. Hlavními trhy jsou Německo, Itálie, Rakousko, Česko a Rumunsko.
Dle výročních zpráv je Pfanner jedničkou na německém trhu ledových čajů s tržním podílem 19,8 %.

## Historie
V roce 1856 koupil Max Hermann Pfanner restauraci Gasthof Hirschen v Lauterachu a založil malý domácí pivovar. V roce 1919 převzal vedení provozu jeho vnuk Hermann Pfanner a rozšířil podnikání v následujících letech o prodej zemědělských produktů, vína a lihovin.
Roku 1933 firma poprvé vyrobila ovocnou šťávu. Po smrti Hermanna Pfannera převzala vedení firmy jeho žena Ferdinanda společně s jejich dětmi. Díky bohaté obchodní praxi a technickým inovacím mohla být firma dále předána další generaci rodiny Pfanner (Hedwiga, Hans, Erwin a Egon Pfanner). Tato generace úspěšně rozšiřovala mezinárodní obchod s ovocnými šťávami. Roku 1984 byly tyto snahy odměněny rakouskou vládou v podobě státního vyznamenání, které firmu opravňuje užívat státní znak Rakouska. V roce 1988 byla založena společnost Hermann Pfanner Getränke GmbH a předána do rukou další nastupující generace.
Výroba ovocných šťáv v Hamburku rozšířila v roce 2001 nabídku pro stále rostoucí německý trh. I dnes je společnost Pfanner stále rodinným podnikem, který je veden rodinami Pfanner, Schneider a Dietrich.

## Produkty
Společnost Pfanner vyrábí kolem 210 různých produktů, přičemž nejznámější položky portfolia jsou ovocné šťávy a džusy. Kromě toho Pfanner vyrábí také vlastní ledové čaje, limonády a další nealkoholické nápoje.

## Pfanner a Fairtrade
Společnost Pfanner začala spolupracovat s organizací Fairtrade v roce 2001. Dnes je Pfanner největším partnerem Fairtrade v sektoru ovocných šťáv na světě a nabízí nejširší škálu fairtradových výrobků (dle výročních zpráv společnosti).

## Výroba
Pfanner provozuje výrobní závody v Rakousku, Německu, Itálii a na Ukrajině. Sídlo společnosti je v Lauterachu, největší výrobní závod se nachází v Ennsu (Horní Rakousko). Další závody jsou např. v Hamburku (Německo), Policoro (Itálie) a Baru (Ukrajina).